# 17人会

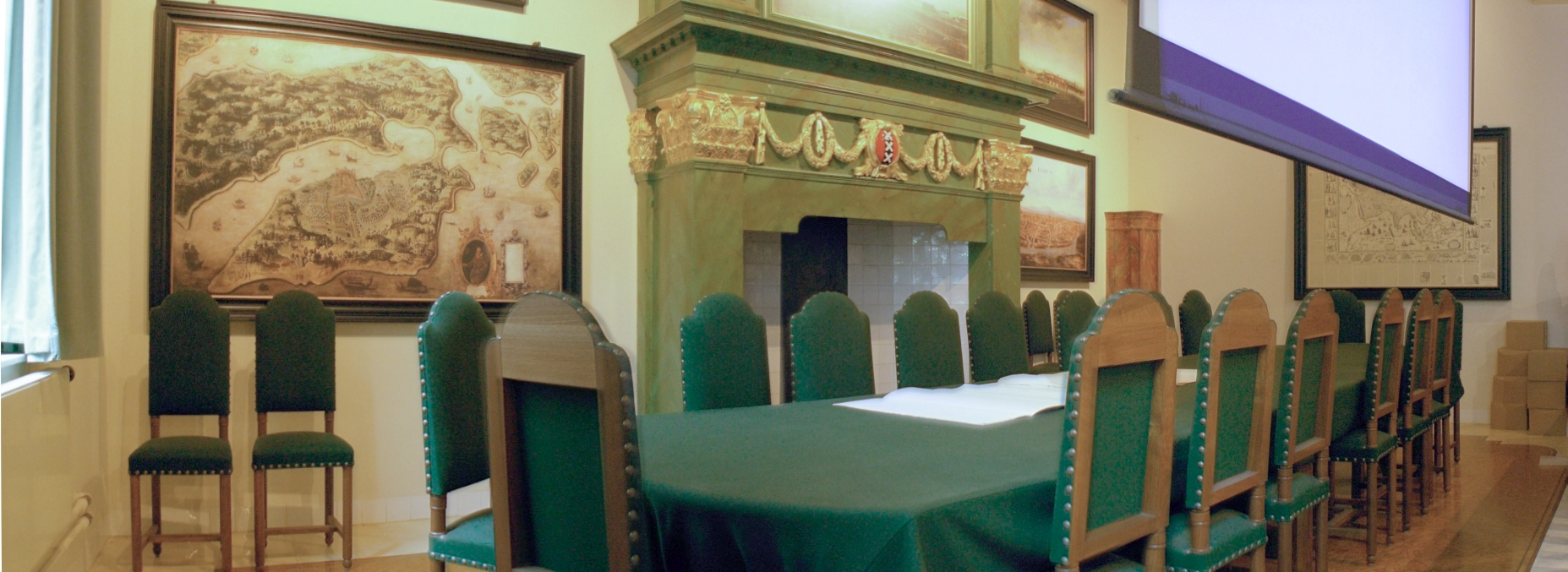
VOC事務所だったアムステルダムの東インド館（Oost-Indisch Huis）の復元された会議室。17人会は8年周期のうち、6年はアムステルダムで開催されていた。

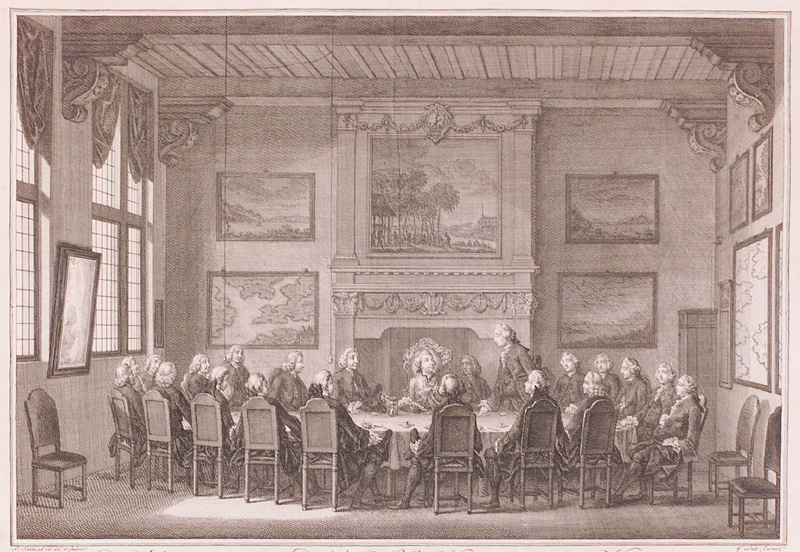
上図を暖炉上に掲げた会議室『VOC取締役のウィレム5世(1768年)』。

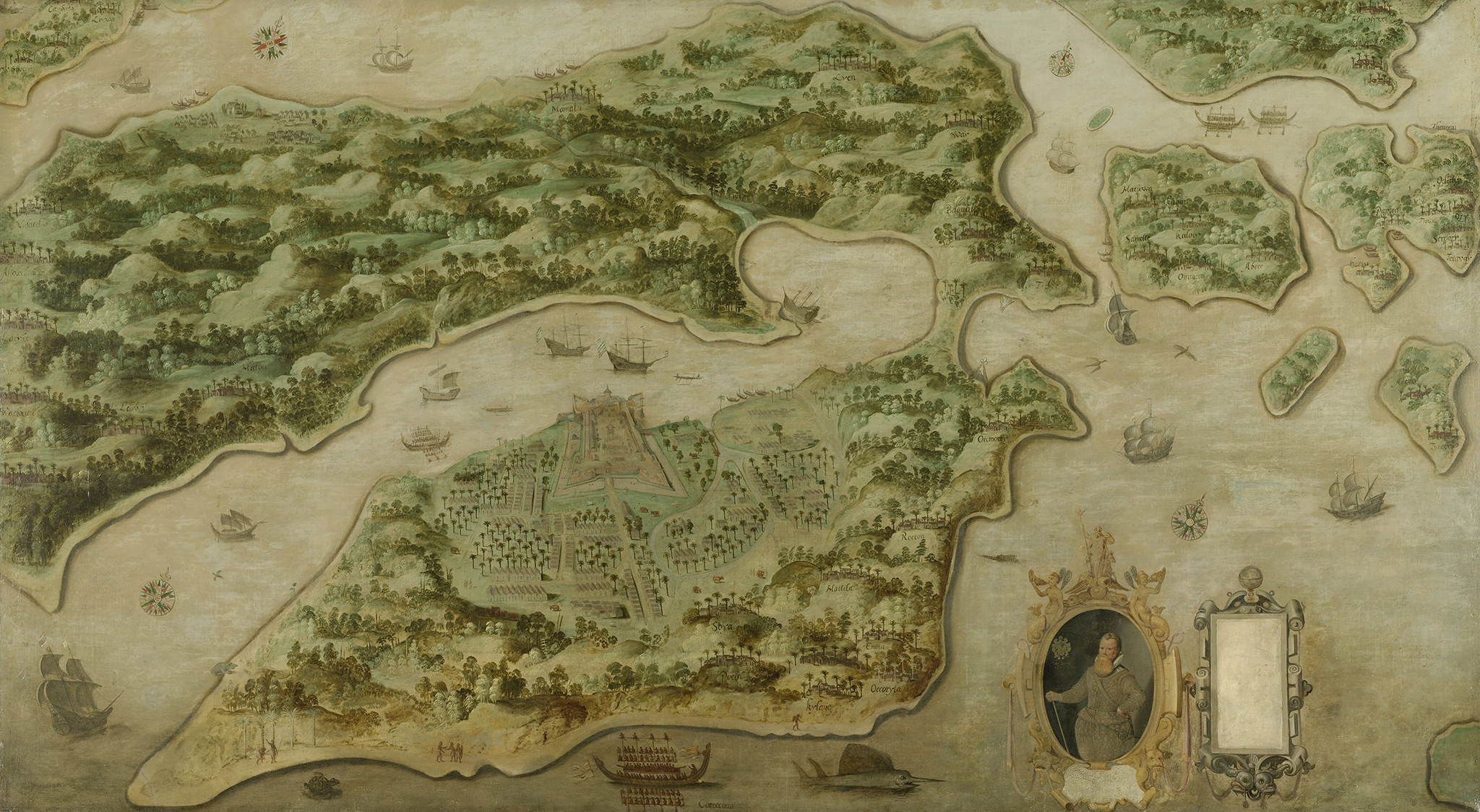
会議室暖炉左に掲げられた『アンボンの眺望』

17人会（蘭: Heeren XVIIまたは蘭: Heren Zeventien）は、オランダ東インド会社（VOC）の最高経営会議である。

## 概略
17人会は均質な組織ではなかった。団体名が由来する17名の取締役（管理権者：Bewindhebber）はVOCの4つの部門を代表していた。さらに、1614年以降、VOCの弁護士（複数人の場合もある）が席を持ち、1623年以降は6人の宣誓主要参与（hoofdparticipanten）がいた 。後者は顧問（助言者）であった。
VOCの総会を構成する会社の4部門とは合計6つの「カーメル（kamer）」と呼ばれる支社からなっていた。
4部門の内訳は以下の通り。
- 活動の半分を負担するアムステルダム
- ゼーラント（ミデルブルフ）、活動の4分の1を負担
- ノールデルクワルティール、または西フリースラント（エンクホイゼンおよびホールン）は、活動の8分の1を負担
- Maaze（デルフトとロッテルダム）、同じく活動の8分の1を負担

17人の代表者の内訳は、アムステルダム・カーメル（8）、ゼーラント・カーメル（4）、デルフト・カーメル（1）、ロッテルダム・カーメル（1）、ホールン・カーメル（1）、およびエンクホイゼン・カーメル（1）だった。
17人目のメンバーは、アムステルダム以外のカーメルの1つから順番に選ばれた。これはアムステルダムが単独で過半数を占めることがないようにするための措置だった。
17人会の会合は、当初は年に2回、後には年に3回開催された。8年周期になっており、アムステルダムで6年間開催され、その後ミデルブルフで2年間開催された。会合には数週間が必要だった。航海が組成されたそれぞれのカーメルの取締役は、総会とは別途に個別の会合を頻繁に行い、17人会で決まった施策を実施する責任があった。
17人会は毎年、輸入しなければならない商品のリストを作成した。また、配当金、艦隊の規模、アジア向けの商品の量（金と銀を含む）、輸入品を販売するオークションの日付、各カーメルの最大入札額も決定された。
1617年、VOCは日誌を保管する義務があり、すべての航海の記録は帰還時に提出する必要があると規定した。情報の開示はVOCにのみ許可されていた。1643年に、すべての特許状を持つ分野を網羅して記述する必要があると決定された。
VOC艦隊（Retourvloot）の提督が帰国後に自ら会議に赴いて報告することは、標準的な慣行だった。結果が十分であれば、メダル付きの金鎖を贈られた。また、詐欺や職権乱用の疑いがあるVOC社員も出頭して質疑に応じなければならなかった。

### 金鎖佩用の歴代帰還艦隊提督

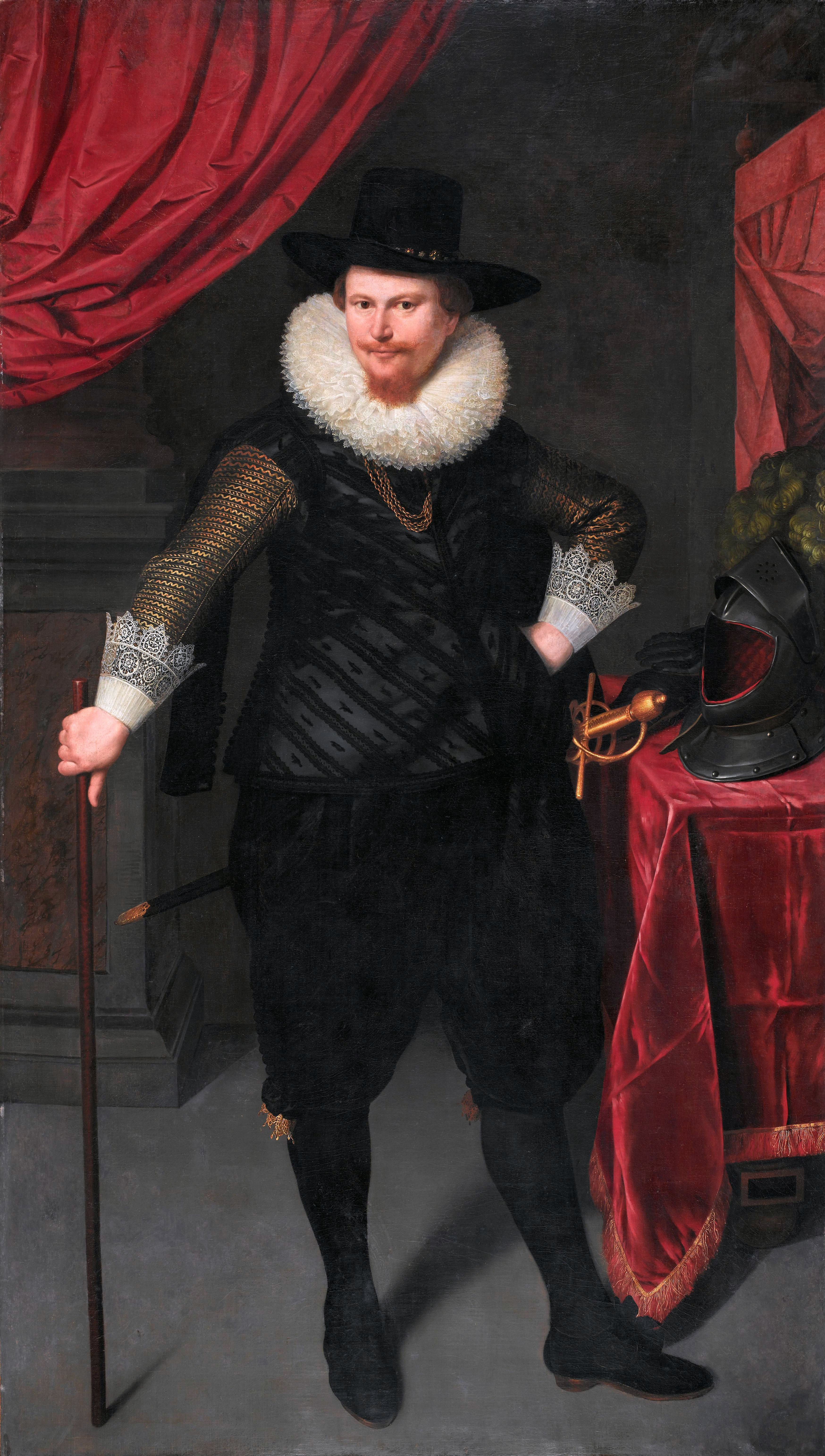
1620年、ローレンス ・リーエル（オランダ語版）[注釈 6]
1623年、ヤン・ピーテルスゾーン・クーン[注釈 7]
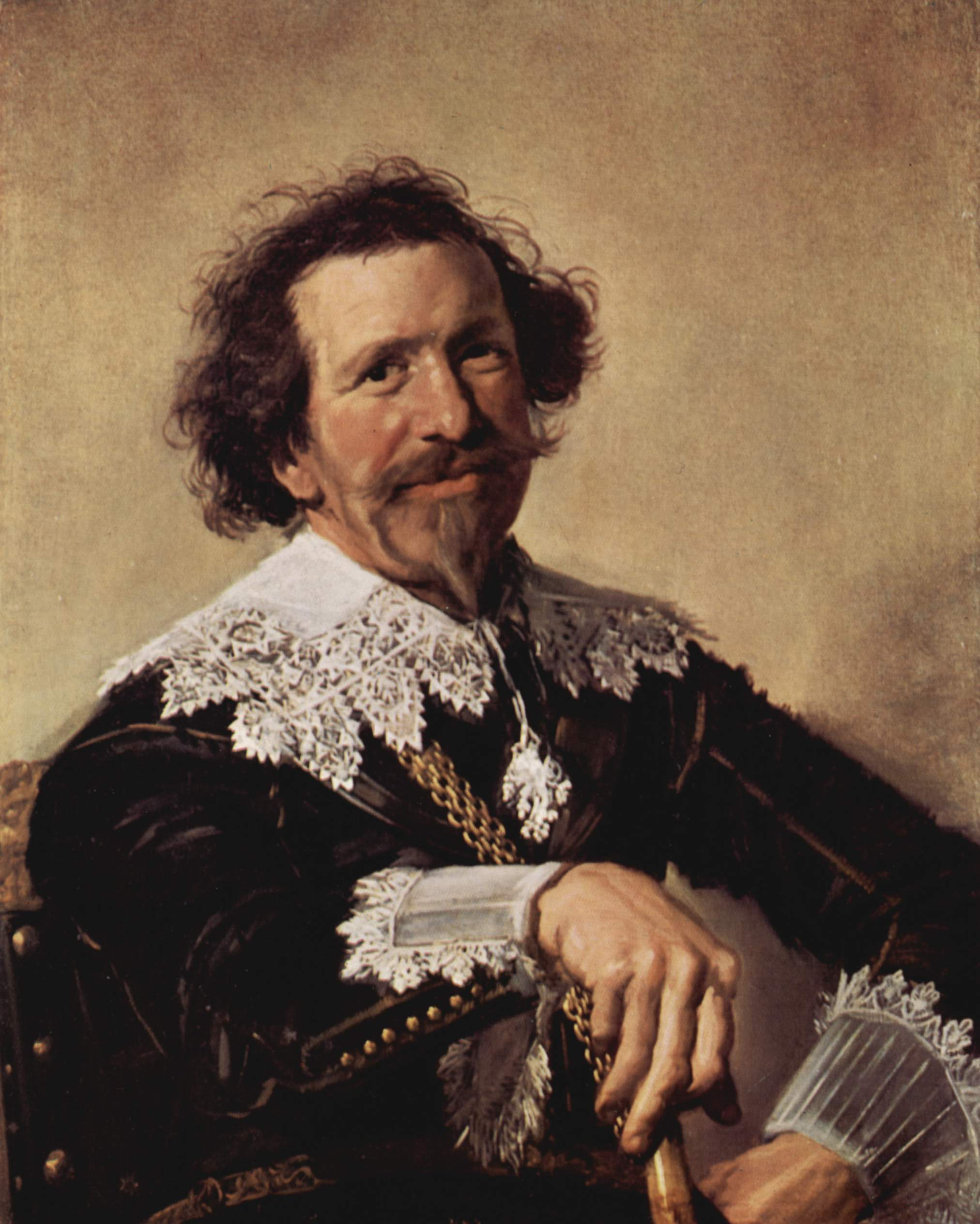
1630年、ピーテル・ファン・デン・ブルック（オランダ語版） [注釈 8]
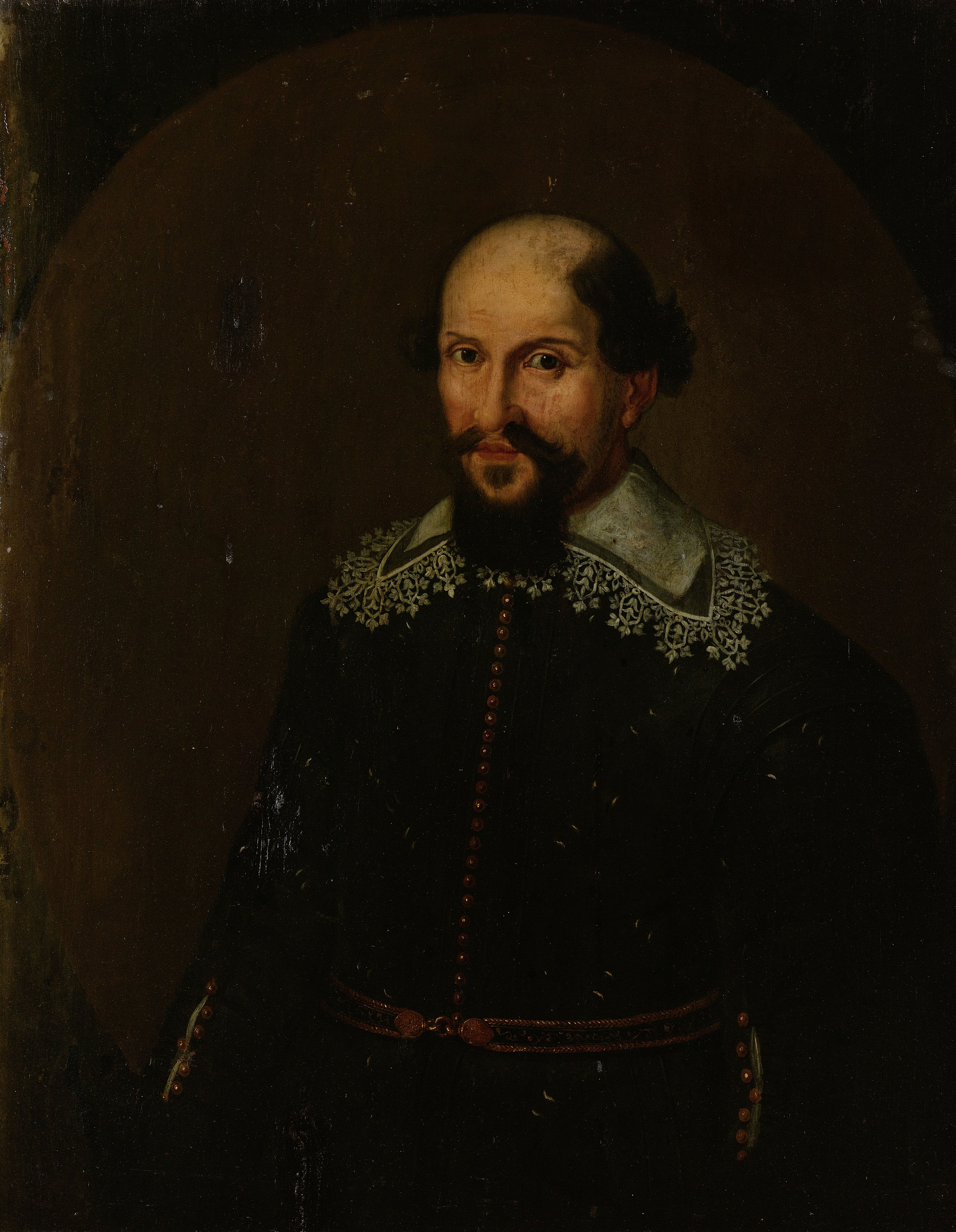
1633年、ヤックス・スペックス[注釈 9]
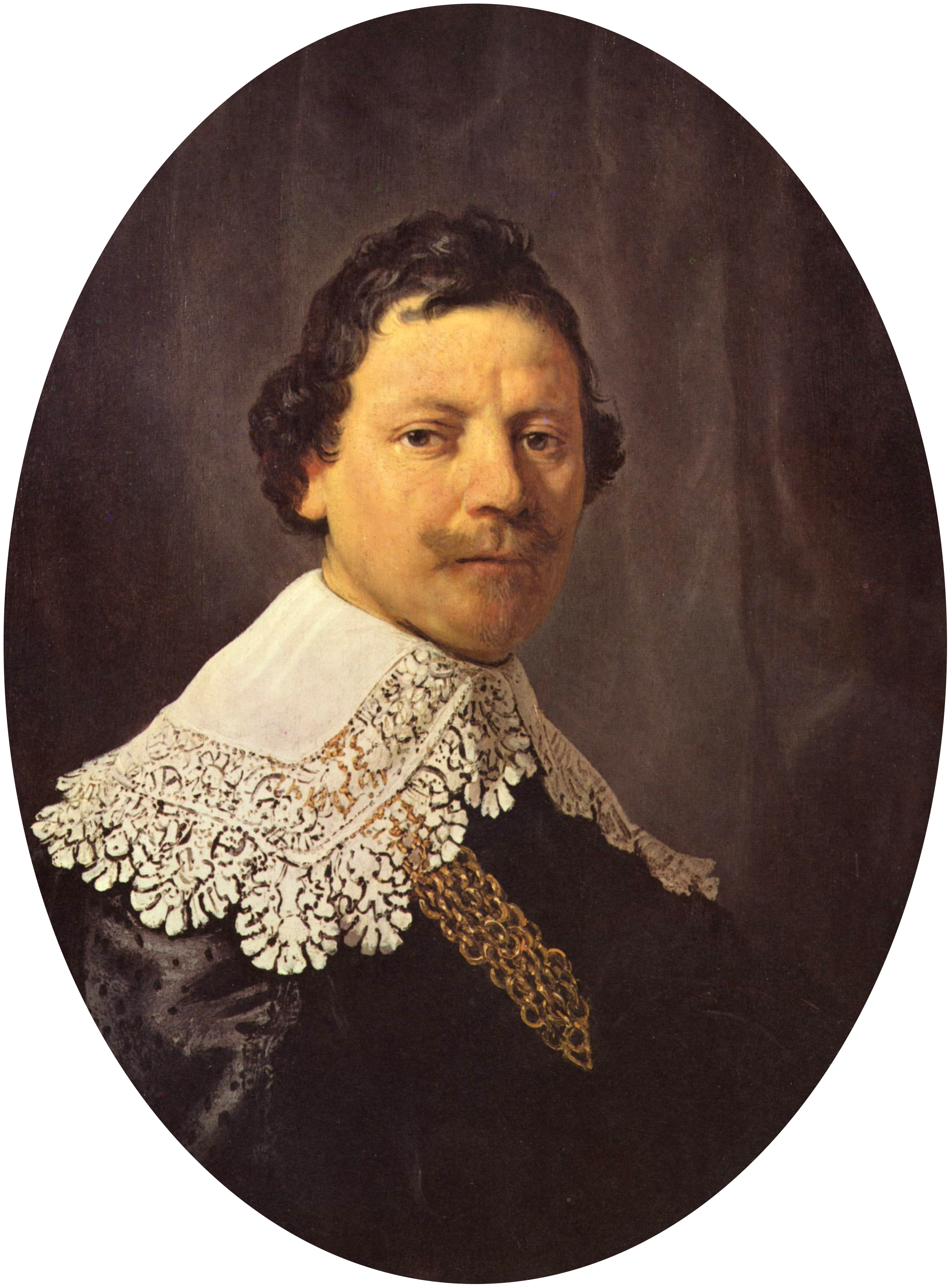
1634年、フィリプ・ルカス（オランダ語版） [注釈 10]
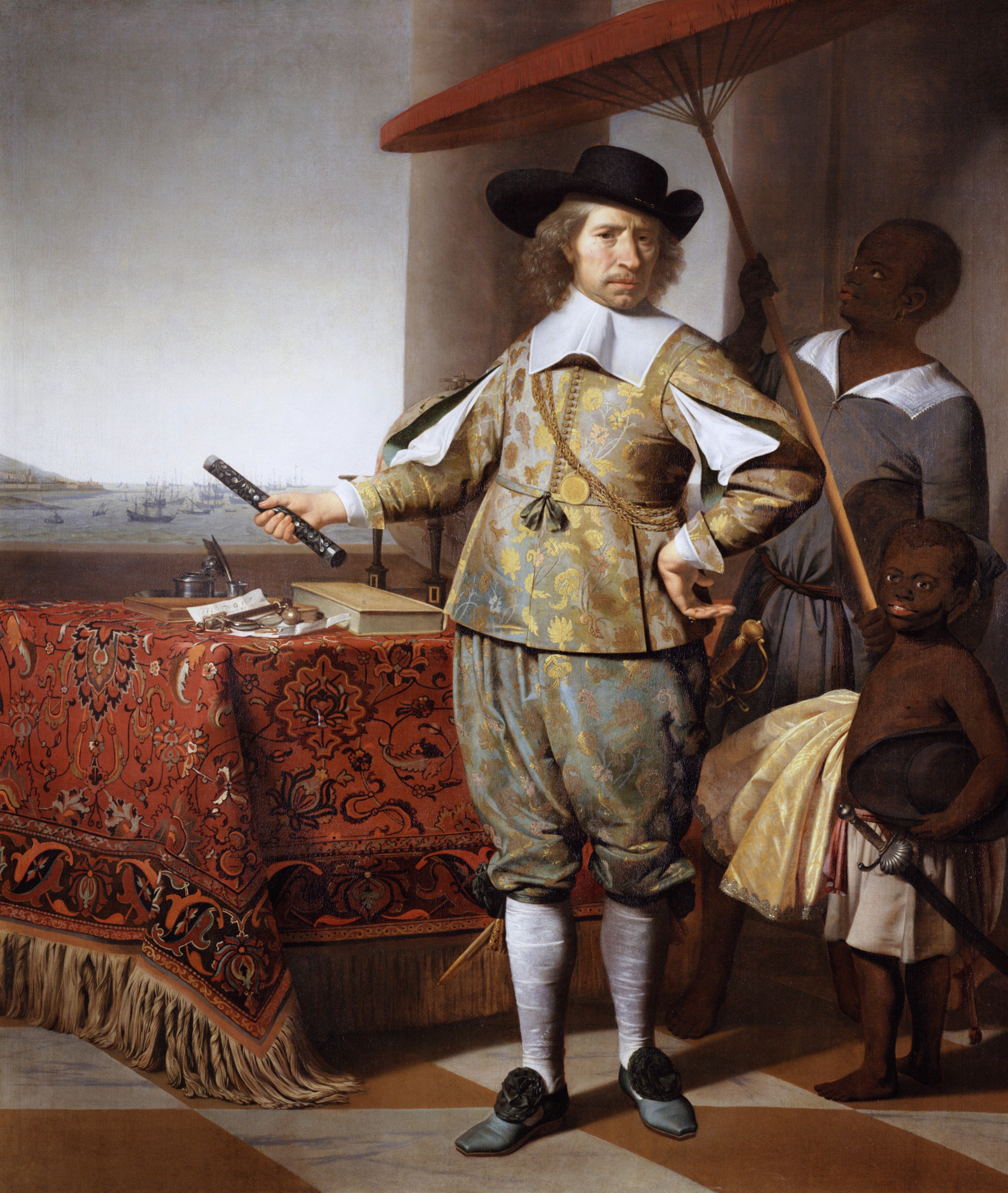
1648年[注釈 11]、ヴォルブラント・へレインス・デ・ヨング（オランダ語版）[注釈 12]
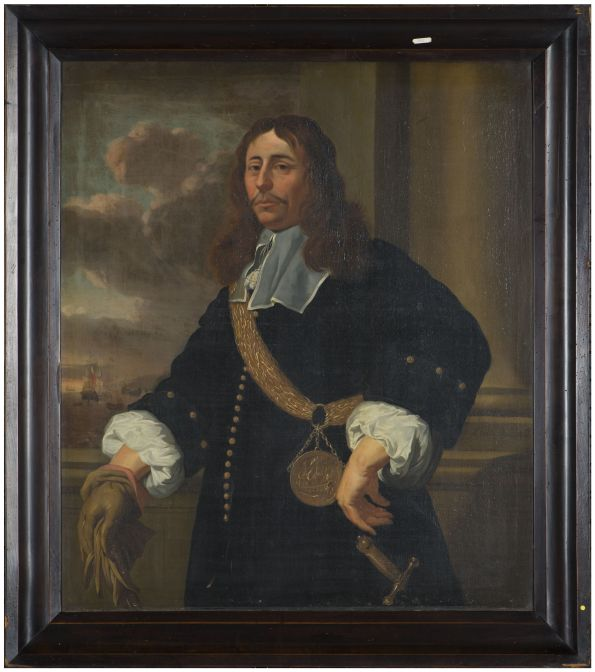
1665年、ピーテル・デ・ビッテル（英語版）[注釈 13]
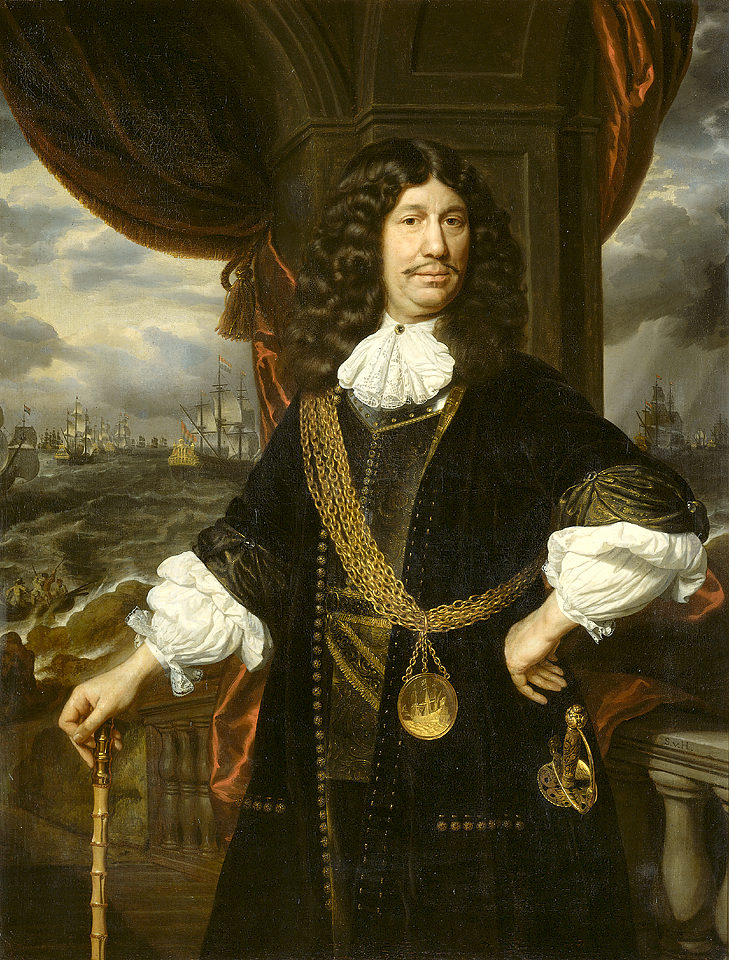
1670年、Mattheus van den Broucke [注釈 14]
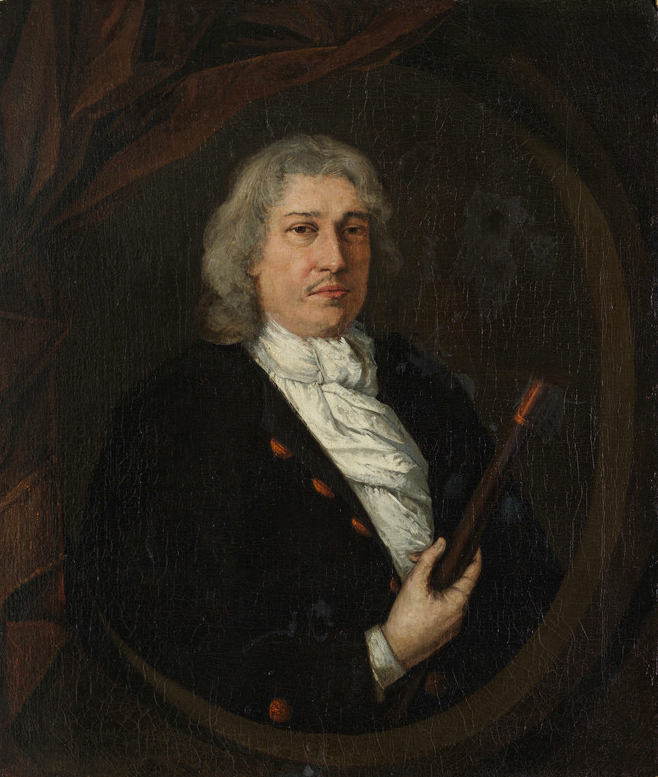
1710年、ヨアン・ファン・ホールン（オランダ語版） [注釈 15] [注釈 16]

## 弁護士
弁護士の地位には、登記官または秘書という意味がある。1614年から任命された。会社活動の増加に伴い、すぐに2人目の弁護士が任命され、後に副弁護士も任命された。
弁護士の職務には次のようなものがあった。17人会やハーグ委員会やその他の会議への出席、会議の議題提起、報告書や要望書や抗議書その他の読み上げ、決議内容の記録。それらの文書すべてと会議の議事録は、他の秘密の文書や書類と同様に、弁護士が保管していた「秘密書冊（secreete boeken）」に記録された。

## 20世紀
20世紀に、ピコ・グルーニンクス・ファン・ゾーレン（Frederik Willem Edzard Groeninx van Zoelen）によって同名の会社が設立された。彼の祖先の3人はVOCのロッテルダム・カーメルの管理者であったため、17人会の名を付けた。この会社は、ロッテルダムのシーランドハウス（Het Schielandshuis）を17世紀当時の姿に復元するための資金を集めた。さらにいくつかの絵画や海から引き揚げられた大砲など、あらゆる種類の寄贈をした。